# Acusa
Acusa là một chi bướm đêm đơn loài thuộc họ Erebidae. Chi này chứa duy nhất một loài, Acusa acus, có ở bang Sabah trên đảo Borneo. Cả chi và loài đều được Michael Fibiger mô tả đầu tiên năm 2011.
Sải cánh của loài này dài 13 mm.